# Fiorenzo Crippa
Fiorenzo Crippa, né le 24 janvier 1926 à Arcore en Lombardie et mort le 24 septembre 2017 à Vimercate en Lombardie, est un coureur cycliste italien. Professionnel de 1948 à 1956, il a remporté une édition de la Coppa Bernocchi, sa seule victoire à ce niveau.  

## Palmarès

### Palmarès amateur
- 1947
  - Giro Valle Del Crati
  - 2e de Milan-Tortone
  - 3e de la Coppa San Geo

### Palmarès professionnel
- 1950
  - Coppa Bernocchi
  - 3e du Coppa Agostoni
- 1954
  - 2e du Tour de Romagne

## Résultats sur les grands tours

### Tour de France
1 participation
- 1952 : 58e

### Tour d'Italie
6 participations
- 1949 : 58e
- 1950 : 54e
- 1951 : 34e
- 1953 : 52e
- 1955 : 75e
- 1956 : abandon